# يوهان هومان

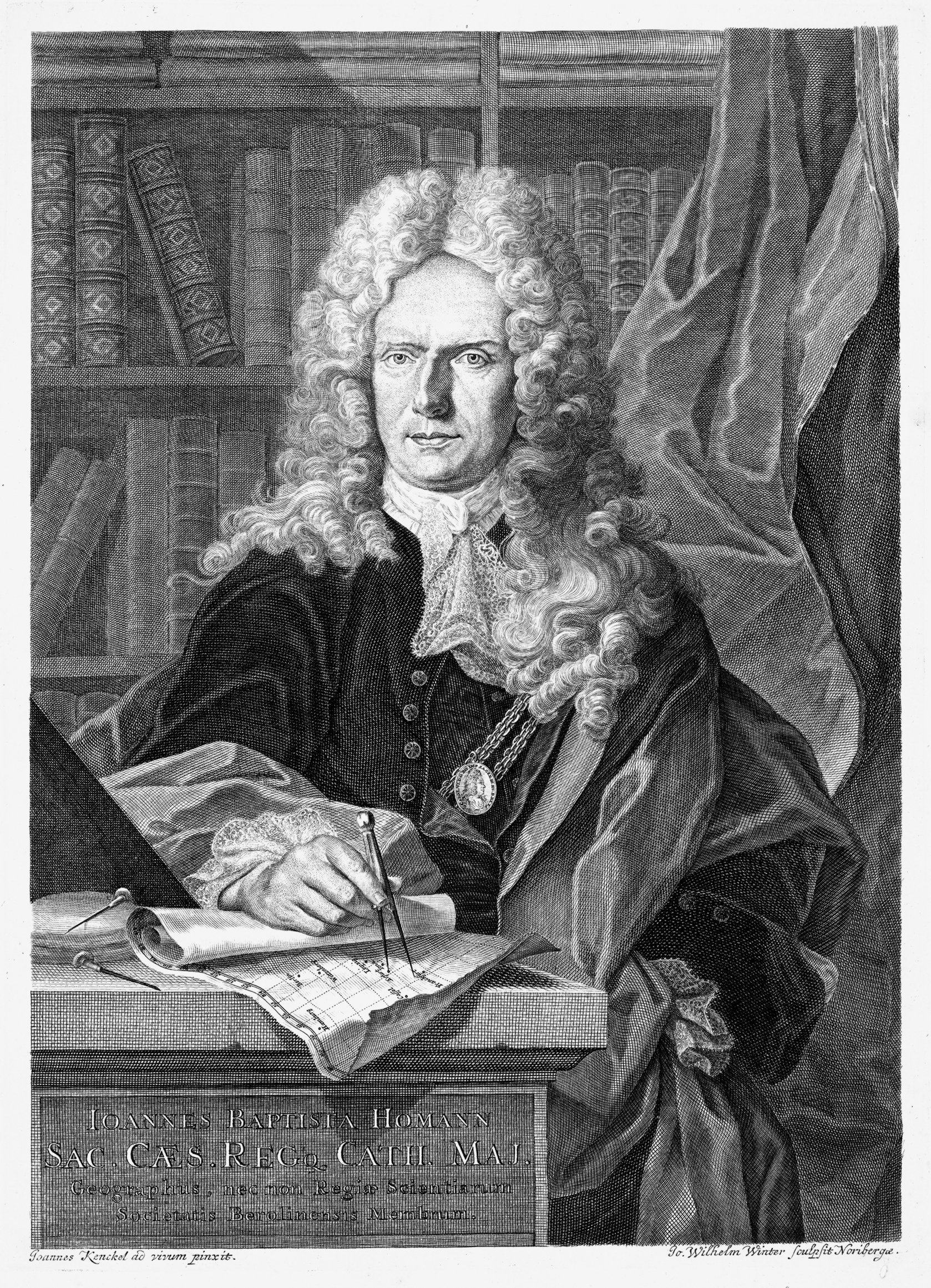
يوهان هومان

يوهان بابتيست هومان (بالإنجليزية: Johann Baptist Homann)‏ (20 مارس 1664 - 1 يوليو 1724) عالم جغرافي ورسام خرائط ألماني، قام برسم خرائط للأمريكتين.

## حياته
ولد هومان في أوبيركاملاتش بالقرب من كاملاخ في ولاية بافاريا الانتخابية. على الرغم من أنه تلقى تعليمه في المدرسة اليسوعية، واستعد لمهنة الكنيسة، فقد تحول في النهاية إلى البروتستانتية وعمل منذ عام 1687 ككاتب عدل للقانون المدني في نورمبرج. سرعان ما ألتفت إلى النقش ورسم الخرائط؛ وفي عام 1702 أسس دار النشر الخاصة به.
اشتهر هومان بكونه رسام خرائط ألمانياً رائداً، وفي عام 1715 تم تعيينه كرسام جغرافي إمبراطوري من الإمبراطور تشارلز السادس. كان منح امتيازات الحياة للأفراد حقاً إضافياً يتمتع به الإمبراطور الروماني المقدس. كما تم تعيينه في نفس العام عضواً في الأكاديمية البروسية للعلوم في برلين. وكانت امتيازات الطباعة الإمبراطورية ذات أهمية خاصة لرسم الخرائط (اللاتينية: الامتياز الإمبراطوري). هؤلاء المحميين لبعض الوقت هم المؤلفين في جميع المجالات العلمية مثل عمال الطباعة والنقاشون على النحاس وراسمي الخرائط والناشرين. كانت أيضاً مهمة جداً كتوصية للعملاء المحتملين.
في عام 1716، نشر هومان عمله الفني المميز (تحفته) جروسر أطلس أوبر داي جانزي فيلت (الأطلس الكبير لكل العالم). تم وضع العديد من الخرائط بالتعاون مع النحات كريستوف ويجل الأكبر، الذي نشر أيضاً شعارات النبالة-النسب.

توفي هومان في نورمبرج عام 1724. وخلفه ابنه يوهان كريستوف (1703-1730). انتقلت الشركة عند وفاته إلى شركة ورثة هومان، التي يديرها يوهان مايكل فرانز ويوهان جورج إبيرسبيرجر. وبعد التغييرات اللاحقة في الإدارة، انهارت الشركة عام 1852. وعُرفت الشركة باسم «هومان أربين»، «هومانياني هيريس»، أو «هيريتيرز دي هومان» في الخارج.
الخرائط